# Yitzhak Mamistvalov
Yitzhak Mamistvalov (en hebreo: יצחק (איציק) ממיסטבאלוב‎) (Or Yehuda, Israel, 8 de octubre de 1979) es un deportista israelí que compitió en natación adaptada.

## Biografía
Itzhak nació en A los ocho meses le fue diagnosticada una parálisis cerebral congénita genética, resultando una paraplejía y parálisis total de su brazo izquierdo. Los médicos recomendaron entonces a sus padres, que utilicen el tratamiento de hidroterapia en piscina como parte de un tratamiento de rehabilitación. Allí fue que comenzó su amor por la piscina y su comienzo en la natación, aunque, como se ha señalado, solo lo realice con su brazo derecho. 
A los 13 años comenzó su participación deportiva en Israel. Primero, hasta los 25 metros, pasando luego a los 50, 100 y 200 metros. A la edad de 16 años decidió dedicarse de lleno a la natación, dedicándole gran parte de su tiempo a fin de lograr su máximo rendimiento. Yitzhak tiene al más alto grado de discapacidad, entre las nueve existentes. Compite en las categorías S1 y S2, para los nadadores con discapacidades más severas.
Yitzhak nada en estilo libre. En los primeros años solía nadar con el abdomen, como en el estilo de remo, pero con esta postura notaba su potencial, principalmente debido a dificultades para respirar. Junto a su entrenador, desarrolló un estilo único natación, y así comenzó a destacar.
Mamistvalov se graduó de la escuela secundaria en Administración, con las más altas calificaciones. Debido a su discapacidad, no consiguió ingresar al servicio militar en el ejército israelí, por lo que recurrió a estudiar contabilidad, hasta que suspendió sus estudios para la natación.

## Trayectoria
La primera competición internacional en la que participó, tuvo lugar en 1997 en el Reino Unido, llegando en cuarto lugar. Fue ese momento, en el que Yitzhak se prometió que en la próxima competencia en que concurra iba a estar en el podio. En los Juegos Paralímpicos de Sídney 2000 participó en los 50 metros libres, llegando cuarto. Pero los logros más significativos llegaron cuatro años después, en los Juegos Paralímpicos de Atenas 2004, cuando ganó dos medallas de oro, obteniendo en la carrera de 50 metros un nuevo récord mundial en 1:10.88 minutos y en la de 100 metros otro nuevo récord mundial en 2:35:24. También conquistó la medalla de plata en los 200 metros libres. En diciembre de 2006 participó en el Campeonato Mundial de Natación Adaptada celebrado en Durban, Sudáfrica, conquistando tres medallas de oro. En abril de 2008 participó en el Campeonato de Sheffield, Inglaterra, destrozando el récord mundial de los 200 metros estilo libre.
Mamistvalov no pudo participar de los Juegos Paralímpicos de Pekín 2008, por causa de un accidente automovilístico. En agosto de 2010 participó en el Campeonato Mundial celebrado en Eindhoven, Holanda, regresando Yitzhak a Or Yehuda con tres medallas: dos de oro y una de plata.
En el "British Open Championship" de natación adaptada celebrado abril de 2012, consiguió un nuevo récord mundial en los 100 metros estilo libre, clavando 2:20.61, y fue seleccionado por el Comité Paralímpico Internacional como "Atleta del Mes".
En los Juegos Paralímpicos de Londres 2012 ganó la medalla de bronce en los 200 metros estilo libre con una marca de 4:58.53.